# مو آلی کاکس
مو آلی کاکس (انگلیسی: Mo Alie-Cox؛ زادهٔ ۱۹ سپتامبر ۱۹۹۳) بازیکن فوتبال آمریکایی، و بازیکن بسکتبال اهل ایالات متحده آمریکا است.
از باشگاه‌هایی که در آن بازی کرده‌است می‌توان به ایندیاناپولیس کولتز اشاره کرد.